# Ligue Evangéline
La Ligue Evangéline (anglais : Evangeline League) est une ancienne ligue de baseball basée dans l'État de Louisiane, aux États-Unis. Cette ligue mineure est fondée en 1934 et est à l'origine classée en niveau D. Elle cesse ses activités en 1943 en raison de la Seconde Guerre mondiale, et reprend ses activités en 1946. Elle est promue en niveau C en 1949. Elle cesse définitivement ses activités en 1957.
La ligue est baptisée du nom d'Evangéline, important personnage de la littérature acadienne. 
Les Aces d'Alexandria sont le seul club de la ligue à avoir participé à l'intégralité des saisons.